# ماریانا ۶۰۲

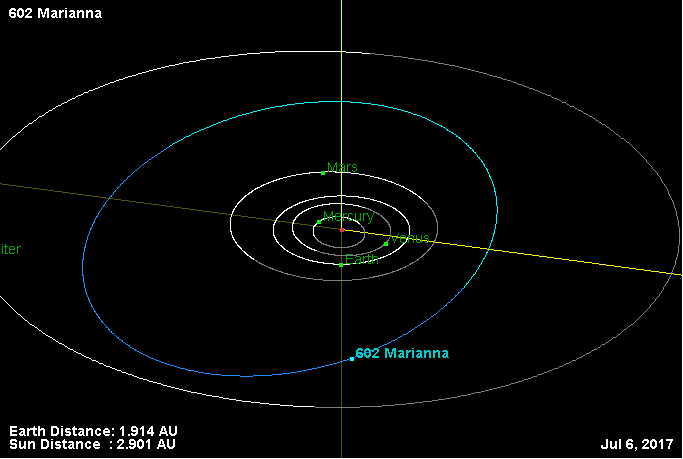
نمایی از محل قرارگیری سیارک ماریانا ۶۰۲ در مدار – ۲۰۱۷

سیارک ۶۰۲ (به انگلیسی: 602 Marianna، نامگذاری:1906TE) ششصد و دومین سیارک کشف شده‌است که در ۱۶ فوریه ۱۹۰۶ کشف شد.
قدر مطلق سیارک برابر ۸٫۳۱ است.